# Кайдышев, Юрий Васильевич
Юрий Васильевич Кайдышев — (7 августа 1940, Бодайбо, Иркутская область, РСФСР — 22 мая 2011, Москва, Российская Федерация) — российский государственный деятель, Председатель Правительства Республики Саха (Якутия) (1994—1997).

## Биография
В 1959 г. окончил Якутское речное училище, в 1966 г. — Новосибирский институт водного транспорта, в 1984 г. — Хабаровскую Высшую партийную школу.
- 1959—1964 гг. — механик Жатайского судоремонтного завода;
- 1964—1967 гг. — начальник судоремонтного цеха Жатайского судоремонтного завода;
- 1967—1968 гг. — главный инженер Пеледуйской ремонтно-эксплуатационной базы;
- 1968—1974 гг. — начальник службы промышленных предприятий Ленского объединенного речного пароходства;
- 1974—1979 гг. — директор Жатайского судоремонтно-строительного завода;
- 1979—1986 гг. — заместитель Председателя Совета Министров Якутской АССР;
- 1986—1988 гг. — министр внутренних дел Якутской АССР;
- 1988—1993 гг. — начальник службы МВД Республики Саха (Якутия);
- 1993—1994 гг. — президент акционерной компании «Ленское объединённое речное пароходство»;
- 1994—1997 гг. — Председатель Правительства Республики Саха (Якутия).

С 1997 г. на пенсии. Генерал-майор внутренней службы.
Избирался народным депутатом Верховного Совета ЯАССР (с 1979 г.), депутатом Государственного Собрания (Ил Тумэн) Республики Саха (Якутия) первого созыва.

## Награды и звания
- Заслуженный работник народного хозяйства Республики Саха (Якутия)
- Заслуженный работник транспорта Российской Федерации
- Почётный гражданин Ленского района[1]
- Почётный гражданин Якутска (2000)[2]
- Орден «Знак Почёта»